# Варварівка (Чижівська сільська громада)
Варва́рівка — село в Україні, у Чижівській сільській територіальній громаді Звягельського району Житомирської області. До 1939 року — колонія. У 1923—2020 роках — адміністративний центр колишньої Варварівської сільської ради. Кількість населення становить 583 особи (2001).

## Загальна інформація
Розміщене за 20 км південно-західніше від смт Ємільчине та 5 км від залізничної станції Рихальська. У межах села є став площею водного дзеркала 3,8 га.

## Населення
Відповідно до результатів перепису населення Російської імперії 1897 року, загальна кількість мешканців села становила 621 особу, з них: православних — 537, юдеїв — 62, чоловіків — 313, жінок — 308.
Наприкінці 19 століття в поселенні проживало 395 мешканців, дворів — 38, у 1906 році — 412 жителів, дворів — 58, у 1910 році — 390 осіб.
Станом на 1923 рік нараховувалося 88 дворів та 419 мешканців, у 1924 році — 420 осіб (з перевагою німецької національности), дворів — 83.
Станом на 1972 рік кількість населення становила 891 особу, дворів — 280.
Відповідно до результатів перепису населення СРСР, кількість населення, станом на 12 січня 1989 року, становила 664 особи. Станом на 5 грудня 2001 року, відповідно до перепису населення України, кількість мешканців села становила 583 особи.

### Мова
Розподіл населення за рідною мовою за даними перепису 2001 року:
| Мова       | Відсоток |
| ---------- | -------- |
| українська | 99,66 %  |
| російська  | 0,34 %   |

## Історія
Виникло наприкінці 19 століття. Колишнє лютеранське поселення на власницьких землях, належало до лютеранської парафії у Емільчині, був молитвений дім. За довідником 1885 року — колонія Сербівської волості Новоград-Волинського повіту Волинської губернії, за 5 верст від Андрієвичів. Був молитовний дім.
Наприкінці 19 століття — колонія Сербівської волості Новоград-Волинського повіту, за 25 верст (27 км) від Новограда-Волинського та 6 верст від волосного центру в Сербах. Колоністи — німці; був євангельський молитовний дім.
У 1906 році — колонія Сербівської волості (5-го стану) Новоград-Волинського повіту Волинської губернії. Відстань до повітового центру, м. Новоград-Волинський, становила 25 верст, до волосного центру, с. Серби — 9 верст. Найближче поштово-телеграфне відділення розташовувалося у містечку Емільчин.
У 1923 році увійшла до складу новоствореної Варварівської сільської ради, яка, 7 березня 1923 року, включена до складу новоутвореного Городницького району Житомирської (згодом — Волинська) округи; адміністративний центр ради. Розміщувалася за 35 верст від районного центру, міст. Городниця. 22 лютого 1928 року, в складі сільської ради, передана до Емільчинського (згодом — Ємільчинський) району Коростенської округи. У 1939 році віднесена до категорії сіл.
У період сталінських репресій в 30-і роки минулого століття органами НКВС заарештовано та позбавлено волі на різні терміни 45 мешканців колонії, з яких 33 чоловіки розстріляно. Всі постраждалі від тоталітарного режиму реабілітовані.
На фронтах німецько-радянської війни воювали 125 селян, з них 73 загинули, 56 нагороджені орденами та медалями. На їх честь встановлено пам'ятник на братській могилі.
В радянські часи в селі розміщувалася центральна садиба радгоспу, котрий обробляв 2,9 тис. га угідь, з них 1,7 га ріллі. Спеціалізувався на вирощуванні хмелю, мав розвинуте м'ясо-молочне тваринництво.
В селі були середня школа, дві бібліотеки, медпункт, відділення зв'язку, 5 магазинів.
12 червня 2020 року, відповідно до розпорядження Кабінету Міністрів України № 711-р «Про визначення адміністративних центрів та затвердження територій територіальних громад Житомирської області», територію та населені пункти Варварівської сільської ради включено до складу Чижівської сільської територіальної громади Новоград-Волинського (згодом — Звягельський) району Житомирської області.